# 슈터 2
《슈터 2》(Farewell, My Love)는 미국에서 제작된 랜들 폰타나 감독의 2001년 영화이다. 가브리엘 피츠패트릭 등이 주연으로 출연하였고 데이빗 피터스 등이 제작에 참여하였다.

## 출연

### 주연
- 가브리엘 피츠패트릭

### 조연
- 마크 셰퍼드
- 로버트 컬프
- 브라이언 제임스
- 에드 로터

## 기타
- Line PD: 마이클 필립
- 책임프로듀서: 리처드 O. 로리
- 공동제작: 켄 샌더스
- 의상: 에스더 리
- 배역: 캐시 헨더슨
- 배역: 도리 주커먼

## 같이 보기
- 슈터 (동음이의)